# Théâtre de la Renaissance (Nantes)
Pour l’article homonyme, voir Théâtre de la Renaissance.
Le théâtre de la Renaissance était une importante salle de spectacle de Nantes (France), aujourd'hui disparue, et qui fut, durant la seconde moitié du XIXe siècle et le début du XXe le plus grand théâtre de la ville.

## La construction
Deux frères, Prosper et Joseph Touchais, marchands de fer commissionnaires, domiciliés place du Cirque, sont à l’origine de la construction du théâtre.
Ils font appel à l'architecte Joseph-Fleury Chenantais et qui établit les plans d'une salle pouvant contenir 3 094 spectateurs, soit 1 000 personnes de plus que le théâtre Graslin, et pouvant être transformé en cirque par le simple arrangement du parterre en piste. Ce type de salle est alors en vogue, vingt-quatre sont construits en France, dont un à Angers en 1866. La particularité de l'édifice nantais est d'être construit en pierre, moellons et fer, et non pas en bois.
Les travaux commencent en 1867 sur le côté nord de la place Brancas (actuelle place Édouard-Normand), situé non loin du Palais de justice d'alors (construit aussi par Chenantais une quinzaine d'années auparavant) et s'achève un an après. Le 14 mars 1868, le théâtre de la Renaissance est inauguré avec une représentation du Misanthrope de Molière.

## Du théâtre privé à la salle municipale
À son ouverture, la salle bénéficie de deux avantages sur son concurrent, le théâtre Graslin. Tout d'abord ses dimensions, permettant d'accueillir des spectacles de plus grande envergure, et un plus grand nombre de spectateurs. Ensuite, les frères Touchais décident de confier la direction de la salle à M. Hubert, qui programme une troupe de chanteurs italiens, dont la nouveauté suscite l'engouement du public nantais. La « salle Brancas » peut compter sur la grande popularité du ténor Tombesi, dont le charme fait des ravages, du baryton Strossi, du contralto Demerio, et de la soprano Laura-Harris, qui interprètent Un ballo in maschera de Giuseppe Verdi. Au début de la saison 1869-1870, Faust et La Messe de Rossini sont des succès. Cependant, la nouveauté estompée, le style de programmation n'emporte plus l'adhésion du public. Les frères Touchais, déclarés en faillite par le tribunal de commerce de Nantes, sont contraints de se séparer du théâtre. La municipalité en profite alors pour l'acquérir en 1875.

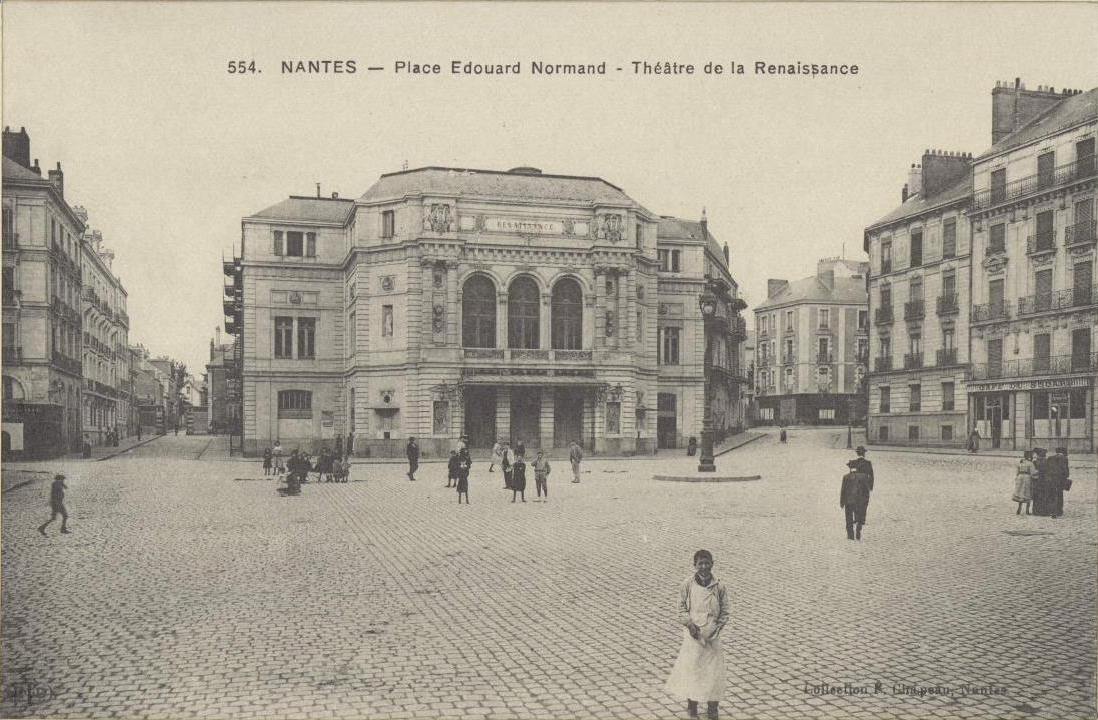
Le théâtre de la Renaissance vu de la place Édouard-Normand.

Le théâtre de la Renaissance devint à son tour une salle municipale au même titre que le théâtre Graslin. Les deux lieux étant d'ailleurs administrés par le même directeur afin d'éviter toute concurrence. Ainsi, pendant la saison 1879-1880, les travaux de réfection dans le Grand Théâtre le rendant indisponible, l'ensemble des représentations auront donc lieu dans la salle de la Renaissance sous la direction de Jourdan-Blondel.
Les dimensions du théâtre lui permettent d'accueillir des artistes de prestige, au détriment du théâtre Graslin. C'est le cas en 1880 et 1895, lorsque la salle accueille Sarah Bernhardt. Cependant, le théâtre de la Renaissance, utilisé irrégulièrement, est surtout voué à accueillir des représentations à tarif réduit, et est considéré comme une annexe de Graslin.
La salle est également utilisée pour l'organisation des réunions politiques, notamment celles liées au mouvement ouvrier. Le 29 avril 1893, Jean Jaurès s'exprime devant 2 000 personnes.
En 1900, à la suite des dégâts causés par un cyclone qui s'était abattu sur la ville, la salle perd en capacité, ne comptant plus que 2 143 places après rénovation.

## L'incendie
Mais, le 19 décembre 1912, la catastrophe survînt en pleine représentation de la pièce d'Alphonse Daudet intitulée L'Arlésienne. Le feu se déclara non seulement dans le théâtre, mais aussi dans le conservatoire de musique attenant, et embrasa le bâtiment. Les sapeurs-pompiers luttèrent de nombreuses heures pour venir à bout du sinistre. Mais ils ne purent pas empêcher la destruction quasi totale de ce haut lieu culturel nantais qui ne se relèvera jamais de ses cendres. L'incendie aurait été provoqué par le mauvais fonctionnement d'un appareil de chauffage.
La ville pensa bien reconstruire l'édifice, et l'architecte Étienne Coutan fut chargé d'une étude sur ce projet. Une décision fut adoptée dans le sens de la reconstruction le 3 août 1914, le jour de la déclaration la guerre de l'Allemagne à la France, qui entraîna le pays dans la Première Guerre mondiale, mais du fait du conflit, le projet est abandonné, et la nouvelle salle de spectacle ne verra jamais le jour.
Un square est aménagé durant l'entre-deux-guerres, après la démolition des ruines du bâtiment. Celui-ci est remplacé, après la Seconde Guerre mondiale, par des baraquements faisant office de lieu de culte de l'église réformée, à la suite de la destruction lors de bombardements du temple qui se trouvait alors place de l'Édit-de-Nantes. Ces baraquements laissent ensuite la place à un édifice définitif conçu par l'architecte Victoire Durand-Gasselin, et inauguré en 1958.

## Architecture

### La salle de 1867
Le théâtre de la Renaissance occupait une superficie équivalant trois fois celle du théâtre Graslin. La salle, pouvant contenir à l'origine 3 094 places. Sa largeur était de 36,40 m, pour une hauteur de 16 m. Le cadre de scène faisait 13,70 m de largeur, soit 5 m de plus que celui de Graslin. À gauche de la scène se trouvait une écurie pouvant contenir 30 chevaux.
Le plafond était constitué de quatorze arcades, sept étant mobiles, pour permettre l'aération de la salle. Il était également orné de peintures allégoriques (bacchantes, faune, courses de char). La décoration était également composée de bustes peints, représentant Beethoven, Mozart, Hugo, Voltaire, Déjazet, entre autres. La scène était encadrée par deux statues, La Tragédie et La Comédie.
Les places réservées au spectateurs formaient un parterre en forme de corbeille, entouré de trois rangées surélevées. Un peu au-dessus se trouvaient les rangées de fauteuils et de premières classes. Les balcons accueillant les classes inférieures étaient soutenus par des piliers en fer.
Le foyer du théâtre était vaste, et orné de colonnes en fonte peintes. La façade était caractérisée par quatre colonnes, placée deux à deux de chaque côté des fenêtres éclairant le foyer. Deux têtes de cheval sculptées ornaient le haut de l'ouvrage,, rappelant la fonction de cirque-théâtre du bâtiment.

### Projet de 1913
Le projet de l'architecte Étienne Coutan, retenu par les élus municipaux après mise au concours, est inspiré du théâtre de Bayreuth, construit entre 1872 et 1875 sur des plans initiaux de Gottfried Semper, adaptés par Richard Wagner. Le nouveau théâtre de la Renaissance, s'il avait été construit, aurait été constitué de ciment armé (avec une charpente métallique), et aurait mesuré 30 m de long sur 40 m de large. Sa capacité d'accueil aurait été de 2 168 places, réparties en trois amphithéâtres superposés. Le cadre de scène aurait eu une ouverture de 16 m sur 8 m, la scène elle-même aurait mesuré 18 m sur 19 m, avec une hauteur de gril de 23 m au-dessus de la scène. La façade côté place Brancas (aujourd'hui « place Édouard-Normand ») aurait été arrondie, présentant trois grands arcs. La place elle-même aurait été agrandie de 18 m en face du théâtre,,,.